# Kirkjufell

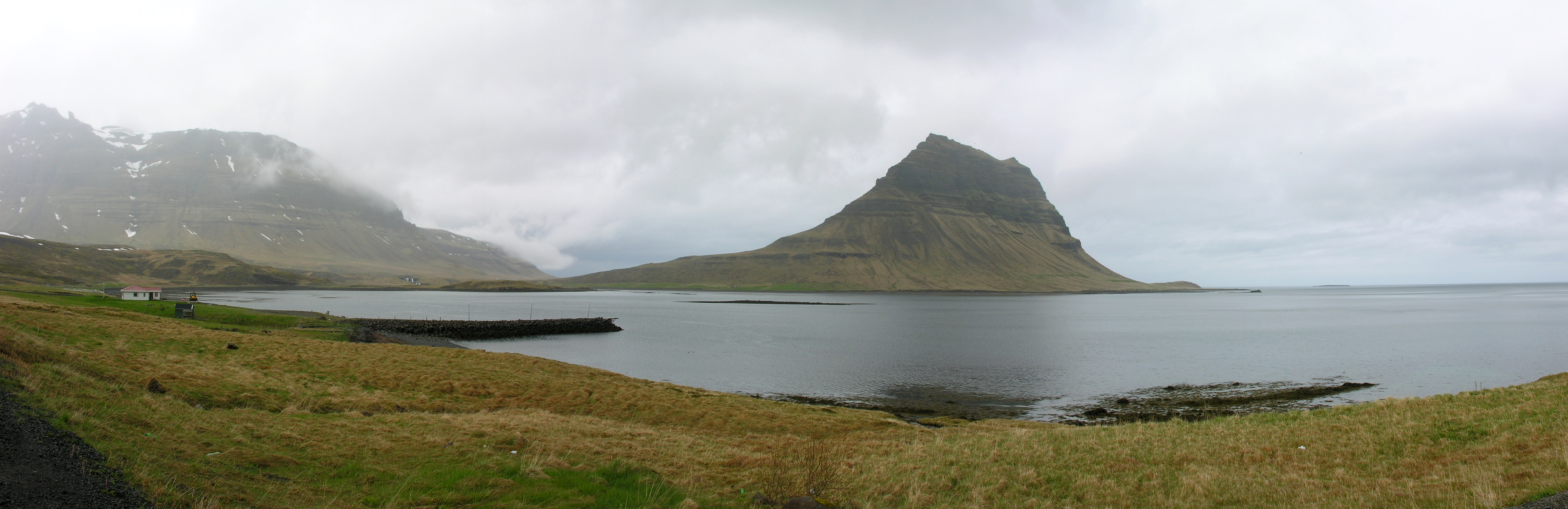
Kirkjufell mit dem Fjord Grundarfjörður

Der Berg Kirkjufell (463 m) liegt im Westen von Island. Er befindet sich nahe der Stadt Grundarfjörður am westlichen Ufer des gleichnamigen Fjordes Grundarfjörður im Norden der Halbinsel Snæfellsnes.

## Name
Der Name Kirkjufell, deutsch ‚Kirchberg‘, scheint von seiner kirchturmartigen Form herzurühren.
Dänische Kaufleute hingegen gaben ihm auch den Namen Sukkurtoppen (dänisch; = deutsch ‚Zuckerhut‘).

## Form und Geologie
Der Berg fällt durch sein keilförmiges Äußeres auf und ragt als Halbinsel in den großen Fjord Breiðafjörður hinein, wobei er den Seitenfjord Grundarfjörður von der Lagune Hálsvaðall trennt.
Kirkjufell hat sehr steile Abhänge in alle Richtungen und verdankt diese Form den Eiszeitgletschern, zwischen denen er als Nunatak hervorragte. So konnten ihn die Gletscher von allen Seiten zuschleifen.
Der Berg gehört zum Vulkansystem Lýsuskarð. Zahlreiche geologische Schichten lassen sich an ihm feststellen, die im Allgemeinen denen anderer Berge im Norden von Snæfellsnes entsprechen; so findet man an seinem Fuße Laven des Holozän, darüber abwechselnd Sedimentschichten wie auch Laven aus den Zwischeneiszeiten des Tertiär. Diese Laven sind einige Millionen Jahre alt. Dazwischen findet man auch Sedimentschichten mit Resten von Meereslebewesen wie am Kap Búlandshöfði. Der Gipfel besteht größtenteils aus Hyaloklastiten (Tuffstein). Dies lässt darauf schließen, dass die jüngsten Gesteinslagen am Berg unter einem Gletscher entstanden.

## Besteigung
Die Besteigung des Berges empfiehlt sich nur für Schwindelfreie bei stabiler trockener Wetterlage und kann vom Südwestende aus unternommen werden. Die Wegspur ist manchmal schwer zu finden. Im oberen Bereich gibt es an drei Stellen Taue mit Knoten als Kletterhilfe.

## Verlassene Höfe
Drei aufgegebene Bauernhöfe befanden sich im Nordosten am Fuß des Berges auf der Halbinsel. Der letzte dieser Höfe wurde 1945 verlassen. Hier wohnten keine reichen Leute, das wenige Unterland reichte kaum zur eigenen Versorgung aus.
In früheren Jahrhunderten fuhr man von dort auf Fischfang aus.
Eine Anekdote aus dem 19. Jahrhundert berichtet von der Häuslersfrau Katrin auf dem Hof Hlein. Ihr wurde nachgesagt, sie könne sich mit geradezu schlafwandlerischer Sicherheit auf den ausgesetzten Hängen des Kirkjufell bewegen. Eines Tages im Herbst sandte sie Árni, der Verwaltungsamtmann der Gegend, hinauf, um ein verirrtes Schaf herunterzuholen. Ihr gelang es trotz halb gefrorener Hänge zunächst, das Schaf zu finden. Aber als sie einer der Adler angriff, die auf dem Berg ihre Nester haben, stürzte sie ab. Zu aller Verwunderung überlebte sie den Sturz. Sie erhielt eine Belohnung für das Risiko, das sie eingegangen war.

## Trivia
Der Berg mit seiner Umgebung wurde mitunter als Filmlocation für die Serienproduktion von Game of Thrones genutzt.
Außerdem ziert der Kirkjufell das Albumcover des achten Studioalbums Wanderer der deutschen Metalcore-Band Heaven Shall Burn aus dem Jahr 2016.